# TORSO
『TORSO』（トルソ）は、Awesome City Clubの1枚目のEPである。2018年3月14日発売。

## 解説
初回限定盤と通常盤の2形態で発売された。初回限定盤の付属DVDにはAwesome Talks Acoustic Show 2018 ～New Year Special～ (2018.01.14 at Billboard Live Tokyo)のライブ映像が収録されている。

## 収録曲
1. Magnet
2. ダンシングファイター
3. yesから二人始めましょう
4. 燃える星
5. エイリアンズ (Studio Live ver.)

### 初回限定盤DVD
1. 青春の胸騒ぎ
2. WAHAHA
3. Girls Don't Cry
4. エンドロール
5. Sunriseまで
6. what you want
7. アウトサイダー
8. ASAYAKE
9. 今夜だけ間違いじゃないことにしてあげる
10. Don't Think, Feel